# Apatura distincta
Apatura distincta är en fjärilsart som beskrevs av Schultz 1904. Apatura distincta ingår i släktet Apatura och familjen praktfjärilar. Inga underarter finns listade i Catalogue of Life.